# Depressaria
Depressaria é um gênero de mariposa da superfamília Gelechioidea. É o gênero-tipo da subfamília Depressariinae, que é frequentemente – particularmente em tratamentos mais antigos – considerada uma família distinta da Depressariidae ou incluída no Elachistidae, mas na verdade parece pertencer ao Oecophoridae.
A espécie-tipo do gênero é Depressaria radiella. Seu nome científico tem sido muito confuso por cerca de 200 anos. A. H. Haworth, ao estabelecer o gênero Depressaria em suas edições de 1811 da Lepidoptera Britannica, chamou a espécie eventual de tipo Phalaena heraclei, uma emenda injustificada de P. (Tortrix) heracliana. Nisso, ele seguiu entomologistas de seu tempo como A. J. Retzius, que em 1783 acreditava que a traça da salsinha era uma espécie originalmente descrita por Linnaeus em 1758. Mas, de fato, isso foi uma identificação incorreta; A mariposa de Linnaeus era atualmente a conhecida como Agonopterix heracliana. Para piorar a situação, J. Curtis popularizou outra grafia incorreta, D. heracleana, aparentemente introduzida pela primeira vez (como Pyralis heracleana ) por J. C. Fabricius em seu Systema Entomologiae de 1775.

## Espécies

### Atuais
Novas espécies de Depressaria continuam a ser descobertas e descritas. As espécies conhecidas incluem:
| - Depressaria absynthiella Herrich-Schäffer, 1865 - Depressaria adustatella Turati, 1927 - Depressaria albipunctella (Denis & Schiffermüller, 1775) (= D. aegopodiella, D. albipuncta) - Depressaria alienella Busck, 1904 (= D. corystopa, D. nymphidia) - Depressaria altaica Zeller, 1854 - Depressaria angelicivora Clarke, 1952 - Depressaria angustati Clarke, 1941 - Depressaria armata Clarke, 1952 - Depressaria artemisiae Nickerl, 1864 (= D. dracunculi) - Depressaria artemisiella McDunnough, 1927 - Depressaria assalella Chrétien, 1915 - Depressaria atrostrigella Clarke, 1941 - Depressaria basicostata Matsumura, 1931 - Depressaria badiella (Hübner, 1796) - Depressaria beckmanni Heinemann, 1870 - Depressaria besma Clarke, 1947 - Depressaria betina Clarke, 1947 - Depressaria bupleurella Heinemann, 1870 - Depressaria cervicella Herrich-Schäffer, 1854 - Depressaria chaerophylli Zeller, 1839 - Depressaria chlorothorax Meyrick, 1921 - Depressaria cinderella Corley, 2002 - Depressaria cinereocostella Clemens, 1864 (= D. clausella) - Depressaria clausulata Meyrick, 1911 - Depressaria colossella Caradja, 1920 - Depressaria compactella Caradja, 1920 - Depressaria constancei Clarke, 1947 - Depressaria corticinella Zeller, 1854 - Depressaria danilevskyi Lvovsky, 1981 - Depressaria daucella (Denis & Schiffermüller, 1775) (= D. apiella, D. nervosa (sensu auct. non Haworth, 1811: misidentified), D. rubricella) - Depressaria daucivorella Ragonot, 1889 - Depressaria depressana – purple carrot-seed moth - Depressaria despoliatella Erschoff, 1874 - Depressaria deverrella Chrétien, 1915 - Depressaria discipunctella Herrich-Schäffer, 1854 - Depressaria djakonovi Lvovsky, 1981 - Depressaria douglasella Stainton, 1849 - Depressaria eleanorae Clarke, 1941 - Depressaria emeritella Stainton, 1849 - Depressaria erinaceella Staudinger, 1870 - Depressaria eryngiella Millière, 1881 - Depressaria erzurumella Lvovsky, 1996 - Depressaria filipjevi Lvovsky, 1981 - Depressaria floridella Mann, 1864 - Depressaria fuscipedella Chrétien, 1915 - Depressaria fusconigerella Hanneman, 1990 - Depressaria fuscovirgatella Hannemann, 1967 - Depressaria gallicella Chrétien, 1908 - Depressaria genistella Walsingham, 1903 - Depressaria halophilella Chrétien, 1908 - Depressaria hannemanniana Lvovsky, 1990 - Depressaria heydenii Zeller, 1854 - Depressaria hofmanni Stainton, 1861 - Depressaria hirtipalpis Zeller, 1854 - Depressaria illepida Hannemann, 1958 - Depressaria incognitella Hannemann, 1990 | - Depressaria indecorella Rebel, 1917 - Depressaria indelibatella Hannemann, 1971 - Depressaria irregularis Matsumura, 1931 - Depressaria ivinskisi Lvovsky, 1990 - Depressaria jugurthella (Lucas, 1849) - Depressaria juliella Busck, 1908 - Depressaria kailai Lvovsky, 2009 - Depressaria karmeliella Amsel, 1935 - Depressaria kasyi Hannemann, 1976 - Depressaria krasnowodskella Hannemann, 1953 - Depressaria kondarella Lvovsky, 1981 - Depressaria lacticapitella Klimesch, 1942 - Depressaria latisquamella Chrétien, 1922 - Depressaria leptotaeniae Clarke, 1933 - Depressaria leucocephala Snellen, 1884 - Depressaria libanotidella Schläger, 1849 - Depressaria longipennella Lvovsky, 1981 - Depressaria macrotrichella Rebel, 1917 - Depressaria manglisiella Lvovsky, 1981 - Depressaria marcella Rebel, 1901 - Depressaria millefoliella Chrétien, 1908 - Depressaria moranella Chretien, 1907 - Depressaria moya Clarke, 1947 - Depressaria multifidae Clarke, 1933 - Depressaria nemolella Svensson, 1982 - Depressaria niphosyrphas Meyrick, 1931 - Depressaria nomia Butler, 1879 - Depressaria olerella Zeller, 1854 - Depressaria orthobathra Meyrick, 1918 - Depressaria palousella Clarke, 1941 - Depressaria peniculatella Turati, 1922 - Depressaria panurga Meyrick, 1920 - Depressaria parahofmanni Hannemann, 1958 - Depressaria pentheri Rebel, 1904 - Depressaria peregrinella Hannemann, 1967 - Depressaria petronoma Meyrick, 1934 - Depressaria pimpinellae Zeller, 1839 - Depressaria platytaeniella Hannemann, 1977 - Depressaria prospicua Meyrick, 1914 - Depressaria pteryxiphaga Clarke, 1952 - Depressaria pulcherrimella Stainton, 1849 - Depressaria pyrenaella Sumpich, 2013 - Depressaria radiella (Goeze, 1783) – parsnip moth (= D. heracleana, D. heraclei, D. heracliana (sensu auct. non (Linnaeus, 1758): misidentified), D. ontariella, D. pastinacella) - Depressaria radiosquamella Walsingham, 1898 - Depressaria rhodoscelis Meyrick, 1920 - Depressaria rjabovi Lvovsky, 1990 - Depressaria rubripalpella Chrétien, 1922 - Depressaria ruticola Christoph, 1873 - Depressaria schaidurovi Lvovsky, 1981 - Depressaria schellbachi Clarke, 1947 - Depressaria sibirella Lvovsky, 1981 - Depressaria silesiaca Heinemann, 1870 - Depressaria sordidatella Tengström, 1848 (= D. weirella) - Depressaria spectrocentra Meyrick, 1935 - Depressaria subalbipunctella Lvovsky, 1981 - Depressaria subhirtipalpis Hannemann, 1958 - Depressaria subnervosa Oberthür, 1888 - Depressaria tenebricosa Zeller, 1854 - Depressaria togata Walsingham, 1889 (= D. thustra) - Depressaria ultimella Stainton, 1849 - Depressaria ululana Rössler, 1866 - Depressaria varzobella Lvovsky, 1982 - Depressaria velox Staudinger, 1859 - Depressaria veneficella Zeller, 1847 - Depressaria venustella Hannemann, 1990 - Depressaria whitmani Clarke, 1941 - Depressaria yakimae Clarke, 1941 - Depressaria zelleri Staudinger, 1879 |

Alguns outros Oecophoridae foram anteriormente incluídos aqui, entre eles parentes próximos do gênero atual (por exemplo, Psorosticha zizyphi e muitas espécies de Agonopterix), bem como táxons relacionados mais distantes (por exemplo, Ironopolia sobriella). Às vezes, o Horridopalpus ainda é incluído no Depressaria como um subgênero (ou seja, por fontes que elevam Depressariinae ao status familiar completo), mas pode ser um parente muito mais distante. Os membros do subgênero proposto Hasenfussia são provisoriamente mantidos aqui, por outro lado, mas sua relação com outros Depressários requer um estudo mais aprofundado.

### Desconhecidas e não descritas
- Depressaria albiocellata (Staudinger, 1871), descrito da Grécia
- Depressaria aurantiella (Tutt, 1893), descrito da Grã-Bretanha
- Depressaria kollari (Zeller, 1854), descrito da Austrália
- Depressaria pavoniella (Amary, 1840) (Oecophora), descrito da França
- Depressaria reticulatella (Bruand, 1851), descrito da França
- Depressaria sp. A 'Wyoming-Califórnia'
- Depressaria sp. B 'Condado de Modoc, Califórnia'

### Anteriores
- Depressaria tabghaella (Amsel, 1935)